# Institutum Patristicum Augustinianum
L'Institutum Patristicum Augustinianum conegut també com l'Augustinianum o el Patristicum és una institució universitària amb seu a Roma la finalitat de la qual és l'estudi de la teologia patrística (la història i teologia dels Pares de l'Església) que pertany a l'Orde de Sant Agustí i està afiliada a la Universitat Pontifícia Lateranense.

## Història
L'Institut va ser fundat per l'Orde de Sant Agustí i és el successor de l'Studium Generale de l'ordre que es remunta al segle XIV al costat de la Biblioteca Angelica. El 1873, després de la desamortització que va seguir a l'annexió dels Estats Pontificis per part del nou Regne d'Itàlia, la Biblioteca Angelica va passar a mans del nou estat i el Studium Generale es va traslladar a la seva actual ubicació propera a la Plaça de Sant Pere.
Al novembre de 1989 l'institut va passar a dependre formalment de la Congregació per a l'Educació Catòlica. El 2023, el Papa Francesc va concedir a l'institut el títol de "Pontifici". El seu president actual és el reverend espanyol Juan Antonio Cabrera Montero.

## Publicacions
Augustinianum és la revista revisada per experts de l'Institut. S'ha publicat des de 1961. Publica dos números a l'any que contenen investigacions i ressenyes originals relacionades amb l'estudi de la literatura cristiana antiga i els Pares de l'Església. El 2010, l'Institut va anunciar plans per fer que la revista estiguès disponible electrònicament, i tots els números ara estan disponibles en línia.